# راجر هرابین
راجر هرابین (انگلیسی: Roger Harrabin؛ زادهٔ ۲۸ مارس ۱۹۵۵) یک خبرنگار است. او به عنوان تحلیل گر حوزه محیط زیست از سال ۱۹۷۸ در بی‌بی‌سی مشغول به فعالیت است. راجر هرابین بخاطر فعالیت‌هایش در این حوزه تا کنون چندین جایزه را کسب کرده‌است. او در جریان سفرهایی که تاکنون برای جمع‌آوری اطلاعات و آمار و ارقام در حوزه محیط زیست و انرژی داشته با افرادی چون مارگارت تاچر، تونی بلر، ال گور، جان کری، بان کی‌مون، سونیا گاندی و گوردون براون مصاحبه کرده‌است.

## خانواده
هرابین در حال حاضر در همپ استید لندن به همراه همسر و سه فرزندش زندگی می‌کند. وی دو برادر جوان تر از خود نیز دارد.